# Ryticaryum fasciculatum
Ryticaryum fasciculatum är en tvåhjärtbladig växtart som beskrevs av Odoardo Beccari. Ryticaryum fasciculatum ingår i släktet Ryticaryum och familjen Icacinaceae. Inga underarter finns listade i Catalogue of Life.